# Ples v Le Moulin de la Galette
Bal du moulin de la Galette (splošno znan kot Ples v Le moulin de la Galette) je slika iz leta 1876 francoskega umetnika Pierre-Augusta Renoirja. Je v Musée d'Orsay v Parizu in je ena najbolj slavnih mojstrovin impresionizma . Slika prikazuje tipično nedeljsko popoldne v prvotnem Moulin de la Galette, v okrožju Montmartre v Parizu. V poznem 19. stoletju so se Parižani delavskega razreda oblekli in tam preživeli popoldneve in večere ob plesu, pitju in jedenju galetete (posebno pecivo) .
Kot druga Renoirjeva dela zgodnje zrelosti je Bal du Moulin de la Galette tipičen impresionistični posnetek resničnega življenja. Prikazuje bogastvo oblik, fluidnost potez čopiča in utripajočo svetlobo, ki je prežeta s soncem.
Od leta 1879 do 1894 je bila slika v zbirki francoskega slikarja Gustava Caillebotta; ko je umrl, je postala last Francoske republike kot plačilo za dajatve za smrt. Od leta 1896 do 1929 je slika visela v Musée du Luxembourg v Parizu. Od leta 1929 je visela v muzeju Louvre, dokler ni bila prenesena v Musée d'Orsay leta 1986.

## Opis
V Bal au moulin de la Galette Renoir pripoveduje o trenutkih priljubljenega življenja v Parizu, na katerem prikazuje nedeljski plaes, ki se odvija na terasi Moulin de la Galette, obrobljeni z drevesi. Različne figure, ki so na prizorišču, so vesele, brezskrbne in se prepuščajo čustvom in veselju, uživajo v soncu spomladanskega popoldneva, odličnosti francoskega vina in prekinitvi časa skupnega bivanja.
V ospredju opazimo skupino ljudi v živahnem in naravnem odnosu: dekleta na levi so sijoča in se ljubeče pogovarjajo z mladim moškim, ki ga vidimo od zadaj. Naročili so že pijačo, kot je razvidno z mize, še vedno zasute s steklenicami in kristalom, zdaj pa si privoščijo trenutek prostega časa: pomislite le na fanta na desni, ki premišljuje o prizoru, ki se odpre pred njim z živo radovednostjo ali pa moškega s cilindrom, ki ga ujamejo, medtem ko z užitkom kadi pipo. Oko opazovalca, potem ko ga to prijetno druženje prijateljev pri praznovanju zajame, usmerja proti ozadju naraščajoče diagonale slike, poravnane vzdolž mize in naslona stola.
Prav v ozadju, na lokalnem trgu, se odvija vrtinčast ples. Renoir z veliko občutljivostjo zajame radostno zibajoče se gibanje tega zabavnega in plesočega človeštva in zdi se, kot da je mogoče slišati priljubljen in zabaven ritem, ki ga igrajo harmonike in klarineti, smeh deklet in klepet pokroviteljev. Na desni strani je povezan par, ki sledi živahnemu in strastnemu ritmu orkestra ter se ukvarja s spretnimi in vrtečimi se gibi, ki jih ne vidimo, ampak si predstavljamo. Hitri in sintetični dotiki barv, ki se od blizu zdijo, da se razblinijo v nesmiselni postavitvi, ko jih opazujemo na pravi razdalji, pridobijo večji čar in zlahka rekonstruirajo opis trga, natrpanega s strastnimi plesalci in lahkotnimi ustvarjalci življenja, in njeno vitalno vzdušje in hrupno, obsijano z utripajočo svetlobo sonca, ki se prebija skozi listje.

## Manjša različica
Renoir je naslikal manjšo sliko (78 × 114 cm) z istim naslovom. Slika je zdaj v zasebni zbirki v Švici. Obe sliki sta, razen velikosti, praktično enaki, čeprav je manjša poslikana bolj tekoče kot različica iz d'Orsaya. Ena je verjetno kopija izvirnika, vendar ni znano, katera je izvirnik. Ni pa znano, katera je bila prvič razstavljena na 3. impresionistični razstavi leta 1877, ker kljub temu, da je bila slika katalogizirana in je kritikom pritegnila pozornost, njen vnos ni pokazal velikosti slike, informacije, ki bi jo uporabili za identifikacijo. 
Vrsto let je bila v lasti Johna Hay Whitneyja. 17. maja 1990 je njegova vdova prodala sliko za 78 milijonov dolarjev v Sotheby's v New Yorku za Ryoei Saito (Saitō Ryōei), častni predsednik Daishowa Paper Manufacturing Company na Japonskem.
V času prodaje je bila ena od dveh najdražjih umetniških del, ki so jih kdaj koli prodali, skupaj z Van Goghovim portretom dr. Gacheta, ki ga je kupil tudi Saito. Saito je povzročil mednarodno ogorčenje, ko je leta 1991 povedal, da namerava obe sliki s seboj kremirati, ko bo umrl. Vendar, ko so se Saito in njegova podjetja znašla v hudih finančnih težavah, so bančniki, ki so imeli sliko kot zavarovanje za posojila, prek Sotheby's razkrili zaupno prodajo neobjavljenemu kupcu . Čeprav ni zagotovo znano, naj bi bila slika v rokah švicarskega zbiratelja.
Od januarja 2013 je Bal du moulin de la Galette šesta (prilagojeno indeksu cen življenjskih potrebščin) na seznamu najdražjih slik, ki so bile kdaj prodane.

## Izvor
Renoir je svoj projekt slikanja Plesa v Le Moulin de la Galette zasnoval maja 1876, izvedbo pa je v svojih spominih Renoir et ses amis v celoti opisal njegov prijatelj, javni uslužbenec Georges Rivière. Najprej je Renoir moral postaviti studio blizu mlina. V zapuščeni koči v Rue Cortotu so našli ustrezen studio z vrtom, ki ga je Rivière opisal kot »lep zapuščen park«. V tem času je bilo na tem vrtu poslikanih več Renoirovih glavnih del, vključno z La balançoire (Gugalnica). Vrtovi in zgradbe so se ohranili kot muzej Montmartre.
Rivière je identificiral več osebnosti na sliki. Kljub temu, da je Renoirovo sredstvo za distribucijo iskanega modnega klobuka tistega časa med svojimi modeli (slamnat klobuk s široko rdečo vrvico desno zgoraj je primer tega klobuka, imenovan timbale), ni mogel prepričati svojega najljubšega šestnajstletnega modela Jeanne Samary, ki se pojavi v La balançoireu, da se postavi za glavno sliko (v resnici je imela afero z lokalnim fantom v tistem času). To je njena sestra Estelle, ki se predstavlja kot dekle v modri in roza obleki. Ti dve dekleti sta vsako nedeljo prišli v Le Moulin s svojo družino; z dvema mlajšima sestrama, ki sta komaj višji od mize in njuno mamo in očetom, ki ju je mama pravilno obvladala (vstop je bil brezplačen za dekleta v Le Moulin in niso vsi bili modeli kreposti). Poleg nje je skupina Pierre-Franc Lamy in Norbert Goeneutte (tudi v La balançoireu), slikarji in Rivière. Za njo, med plesalci, se najdejo Henri Gervex, Eugène Pierre Lestringuez in Paul Lhote (ki se pojavi na sliki Ples na podeželju). Na srednji razdalji, sredi plesne dvorane, je kubanski slikar Don Pedro Vidal de Solares y Cardenas upodobljen v črtastih hlačah, ki pleše z modelom Margot (Marguerite Legrand). Očitno je živahna Margot ugotovila, da je Solares preveč rezerviran in si je prizadevala, da bi ga plesala polko z njim in ga naučila dvomljive pesmi v lokalnem slengu. Dve leti kasneje je umrla zaradi tifusa, Renoir jo je do konca oskrboval, plačal je tako za zdravljenje kot za pogreb. 
Rivière sliko opisuje kot izvedeno na kraju samem in to ne brez težav, saj je veter nenehno grozil, da bo uničil platno. Zaradi tega so nekateri kritiki špekulirali, da je bila tu naslikana manjša slika, saj bi jo bilo lažje nadzorovati. Po drugi strani je manjša veliko bolj spontana in prosto delujoča, kar je značilno za pleneristično delo. 